# نورد ۳۲۰۲
نورد ۳۲۰۲ (به انگلیسی: Nord_3202) یک هواگرد ملخ‌پیشین تک‌موتوره از نوع هواگرد آموزشی ساخت شرکت نورداویاسیون است. هواگرد نورد ۳۲۰۲ نخستین پروازش را در ۱۷ آوریل ۱۹۵۷ میلادی انجام داد. در مجموع، تعداد ۱۰۱ فروند از این هواگرد ساخته شده‌است.